# 핀커스 주커만
20세기의 후반부에 등장한 가장 걸출한 음악가 중 한 명인 핀커스 주커만 (Pinchas Zukerman, 히브리어 פנחס צוקרמן)은 1948년 7월 16일생으로 이스라엘 출신의 세계적인 바이올리니스트이자 비올리스트이다. 그리고 캐나다 오타와의 국립 예술 센터 오케스트라의 음악 감독으로 1998년 4월부터 활동하면서 지휘자로도 그 명성을 높이고 있다.

## 성장 과정
전문 바이올리니스트였던 아버지 예후다와 미리엄 리베르만 주커만 부부의 아들인 핀커스 주커만은 텔 아비브에서 태어났다. 그의 부모는 폴란드의 나찌 강제 수용소에서 살아남아 1947년 이스라엘로 이주했다. 음악가 집안의 아이였던 핀커스는 다섯살에 그의 아버지에게서 처음으로 음악을 배우기 시작했는데 처음에는 리코더와 클라리넷으로 시작해서 아버지의 영향을 받아 바이올린을 배우게 되었다. 8살의 나이에, 주커만은 텔 아비브 음악 학교에서 헝가리 출신의 유명 바이올리니스트 Ilona Feher를 사사했다.
1961년, 이스라엘을 방문중이던 스페인 출신의 첼리스트 파블로 카잘스와 러시아 출신의 바이올린 대가 아이작 스턴은 어린 주커만의 연주를 듣게 되었다. 그의 연주에 감명받은 스턴은 10대 소년인 주커만의 음악 교육의 방향을 지도해주었다. 1962년 아이작 스턴과 헬렌 루빈스타인, 그리고 미국-이스라엘 문화 재단의 후원으로 주커만은 미국 줄리어드 음악 학교에서 공부하게 되었다. 여기서 그는 20세기 최고의 바이올린 교육자 중 한 명인 이반 갈라미언의 문하에 들어가게 된다. 1903년 이란에서 태어났고 러시아와 프랑스에서 수학한 갈라미언은 주커만에게 바이올린과 비올라를 가르쳤다. 줄리어드에서 공부하는 동안, 주커만은 피아니스트 유진 이스토민의 부모님의 집에서 거주하면서 예술 고등학교와 일반 고등학교를 모두 다녔다.
갈라미언과의 수업이 늘 매끄럽게 진행되지는 않았다. 엄격한 연습 스케줄과 기본기를 중시하는 갈라미언의 훈육 방식은 젊은 영재를 늘 힘들게 했다. 그는 후에 한 인터뷰에서 가끔 학교를 빼먹고 뉴욕의 거리를 어슬렁거렸다고 인정했다. 주커만의 불성실한 태도에 실망했던 그의 멘토 스턴은 그에게 이스라엘로 쫓겨 가든지 아니면 좀 더 심각하게 학업에 열중하든지 둘 중에 하나를 선택하라고 엄포를 놨고 덕분에 젊은 음악가는 다시 학업에 열중하게 되었다.

## 연주와 지휘
1967년, 제 25회 레벤트리 국제 콩쿨에서 정경화와 공동 우승한 주커만은 이후 콩쿨 우승과 건강 문제로 연주를 할 수 없었던 스턴을 대신하여 몇 차례 협연하면서 전문 연주자로의 인지도를 높이기 시작했다. 'St.Paul Pioneer Press'지(紙)와의 인터뷰에서, 그는 다음과 같이 학생 시절을 회상했다:"저는 제 안에 뭔가 바이올린을 통해 말하고 싶은게 있다는 것을 알았어요. 그리고 언젠가는 그것을 표현해낼 수 있으리라고 생각했죠. 스턴과 갈라미언의 지도를 통해 다행히 그 순간이 찾아왔어요."
비록 그가 줄리어드에서 악기 연주를 중점적으로 공부했지만, 주커만은 지휘법의 기본을 충분히 접할 수 있었다. 그가 지휘자의 길을 심각하게 생각하게 된 계기는 1960년대 후반, 그와 막역한 사이인 이스라엘 출신의 음악가 다니엘 바렌보임이 지휘했던 잉글리쉬 챔버 오케스트라와의 연주였다. 수석 바이올리니스트(악장 또는 콘서트 마스터)로 연주해 참여했던 주커만은 오늘날의 전문 지휘자의 형식이 자리잡기 이전 시대의 전통을 따라 악장의 자격으로 바흐와 비발디의 작품들을 연주할 기회를 갖게 되었다. 1974년, 그는 이 오케스트라에서 공식 지휘자로서의 데뷔 무대를 갖게 된다. 이후 몇년간, 그는 뉴욕 필하모닉 오케스트라와 국립 교향악단, 보스턴 심포니 오케스트라, 그리고 로스앤젤레스 필하모닉 오케스트라와 같은 세계 정상급 교향악단의 객원 연주자로 활동했다.
1980년, 주커만은 세인트 폴 챔버 오케스트라의 음악 감독에 취임해 이후 7년간 오케스트라를 지휘하게 된다. 세인트 폴 기간에, 그는 악단의 규모를 키우고 지역 연주회의 유료 관객을 3배로 끌어올렸으며 오케스트라가 상주할 전용 콘서트 홀인 오드웨이 극장(Ordway Theatre)를 건립하는데 혁혁한 공을 세웠다. 그의 지휘 아래, 오케스트라는 주요 음반사와 여덟 장의 음반을 발매했고 미국과 중남미에 걸친 장기 순회 공연을 성공적으로 마쳤다. 세인트 폴에서의 주요 관심사는 지휘였지만, 주커만은 종종 오케스트라와 협연을 하고 악장 자격으로 연주를 하며 전문 솔리스트의 경력도 포기하지 않았다. 1987년, 그는 음악 감독이 필연적으로 경험하게 되는 행정적인 측면의 책임감에 대한 거부감으로 세인트 폴을 떠나게 되었다.
세인트 폴을 떠나고 전문 연주자의 길로 돌아온 주커만은 몇몇 계절별 행사에서만 간간히 지휘를 맡으며 지휘의 길을 완전히 포기하지는 않았다. 볼티모어 심포니 오케스트라의 여름 음악 페스티벌의 음악 감독, 런던 사우스 뱅크 페스티벌의 지휘자, 그리고 댈러스 심포니 오케스트라의 국제 여름 음악 페스티벌의 지휘자의 자리를 3년씩 맡은 그는 댈러스 심포니 오케스트라의 수석 객원 지휘자로 2년여 임명되기도 했다.

## 연주자의 길로의 회귀
1980년대 후반에서 1990년대까지, 주커만은 세계 정상급 오케스트라들과 협연하며 솔로 연주자로 부상하게 된다. 그는 또한 세계적으로 명성을 자자하게 떨친 아이작 스턴이나 바이올리니스트 이자크 펄만, 첼리스트 랄프 커쉬바움, 피아니스트 예핌 브롱프만, 첼리스트 재클린 뒤 프레, 플루티스트 장피에르 람팔, 그리고 과르네리 현악 사중주단과 클리블랜드 현악 사중주단과의 함께 무대에서 연주하며 협업을 진행했다.

## 음반
주커만은 2002년도까지 100장이 넘는 음반을 발매했다. 2001년까지 그 중 21장의 음반이 그래미 어워드의 후보에 선정되었고 2장이 수상 - 최우수 실내악 연주 부문(1980년)과 무반주 솔로 클래식 연주 부문(1981년) - 했다. 그 중 주목할만한 음반을 소개하자면 크리스토프 에셴바흐가 지휘한 LSO와 협연한 브람스 이중 협주곡과 베토벤 삼중 협주곡(첼로 : 랄프 커쉬바움, 피아노 : 존 브라우닝) 음반(1998년 BMG 클래식/RCA Victor Red Seal 발매)이 있다. BMG에서 발표한 다른 음반들은 피아니스트 Marc Neikrug와 함께 녹음한 베토벤과 브람스, 모짜르트, 슈만의 모든 '바이올린/피아노'와 '비올라/피아노' 작품집이 있다. Decca에서는 피아니스트 블라디미르 아슈케나지와 첼리스트 린 하렐, 그리고 주커만의 연주로 프란츠 슈베르트의 피아노 트리오를 녹음했다. 주커만의 초기 음반들은 Angel, CBS, 도이치 그라모폰, 런던, 필립스 등에서 출시되기도 했다.

## 실내악 활동
주커만 챔버 플레이어스와 함께, 전 세계에서 40여회 이상의 콘서트를 치른 주커만은 2003년 앙상블이 창단된 이래로 두 장의 음반을 함께 발매했다.

## 교육 활동
주커만은 그의 멘토였던 아이작 스턴과 파블로 카잘스와 같은 훌륭한 음악가들처럼, 전도유망한 음악가들을 지도하는데 정열적인 모습을 보이고 있다 국립 예술 센터 오케스트라의 음악 감독을 맡은 후, 그는 젊고 재능있는 클래식 연주자들을 위한 여름 특별 연주자 과정을 개설했다. 1999년, 12명의 바이올린과 비올라 학생들을 대상으로 시작한 이 프로그램은 2년 후, 33명의 학생들을 가르치는 과정으로 성장했다. 2001년 6월에는, 지휘자를 꿈꾸는 학생들을 위한 2주짜리 연례 프로그램을 시작했는데 이후 오페라 가수를 꿈꾸는 학생들에게까지 그 문호를 개방했다. 젊은 연주자를 위한 프로그램이 처음 개설됐을 때는 오직 캐나다 출신의 음악가들만 참여할 수 있었지만 주커만은 이후, 지원자의 국적 제한을 철폐하였다. 2001년, Maclean과의 인터뷰에서 그는 "처음에 1~2년은 굉장히 국소적인 규모였지만, 지금은 누구라도 지원할 수 있습니다. 사람들은 결국 우리가 전 세계를 상대로 교육 활동을 펼치는 기관이란 것을 깨닫게 되었죠."라고 말했다.(참고 : Maclean's, July 30, 2001)
2001년 7월, Maclean's는 주커만의 학생 중 한 명인 13세의 캐나다 출신 바이올린 영재, 케이틀린 털리(Caitlin Tully)를 집중 조명했다. 2001년 '영 아티스프 프로그램'의 최연소 참가자였던 케이틀린은 밴쿠버에서 열린 마스터 클래스에서 처음 주커만에 눈에 띄어 프로그램에 참가하게 되었다. 그녀는 "그 곳(연주자 과정)에서 그러한 음악과 함께 하고 그(주커만)의 연주를 듣는 것만으로도 새로운 경지를 깨닫게 해줬다"라고 말했다.
오타와에서 음악 감독과 교육을 겸하는 와중에, 주커만은 다음의 교육 활동을 계속하고 있다.
- 맨하탄 음대 - '핀커스 주커만 연주자 과정' 최고 책임자
- 이스라엘 Ilona Feher Music Center - 설립자 겸 음악 감독
- 밀워키 심포니 오케스트라 - 상임 연주자

## 악기
주커만은 1742년산 "두쉬킨" 과르네리 델 제수 바이올린을 사용하고 있다.

## 수상 경력
- 1966년 Young Concert Artists International Auditions
- 1967년 레벤트리 국제 콩쿨 수상
- 그래미 어워드 - 최고의 실내악 연주 부문:
  - 이자크 펄만 & 핀커스 주커만 -  두 대의 바이올린을 위한 음악(모스코프스키: 두 대의 바이올린을 위한 모음곡/쇼스타코비치: 듀엣/세르게이 프로코피에프: 두 대의 바이올린을 위한 소나타) (1981)
- King Solomon 어워드
- 국립 예술 메달
  - 1983 미국 대통령 로널드 레이건 수여
- 아이작 스턴 탁월한 예술가 상
- The International Center in New York's Award of Excellence 수상

## 사생활
그는 다니엘 바렌보임, 이자크 펄만과 막역한 사이이다.
- 첫 번째 부인 : 소설가 Eugenia Zukerman (1968-1983) 이혼 - 자녀로는 Arianna(오페라 가수)와 Natalia(블루스/포크 뮤지션)이 있음.
- 두 번째 부인 : 배우 튜즈데이 웰드 (1985-1998) 이혼, 한 명의 자녀
- 세 번째 부인 : Amanda Forsyth (2004 - 현재)

## 참고
- Biograph: Pinchas Zukerman
- Alan Rich: Masters of Music: Great artists of work. Preface by Nicolas Slonimsky, foreword by Isaac Stern, photographs by James Arkatov. Capra Press, Santa Barbara, Ca. 1990.
- Boris Schwarz: Great Masters of the Violin. From Corelli and Vivaldi to Stern, Zukerman and Perlman. Simon and Schuster, New York 1983.
- Complete Marquis Who's Who, Marquis Who's Who, 2001.
- Contemporary Musicians, Gale Research, 1990.
- Darryl Lyman: Great Jews in Music. J. D. Publishers, Middle Village, NY 1986.
- Kurtz Myers: Index to record reviews 1984-1987. G.K. Hall, Boston, Ma. 1989.
- Maclean's, July 30, 2001
- Stanley Sadie, H. Wiley Hitchcock (Ed.): The new Grove dictionary of American music. Grove's Dictionaries of Music, New York, N.Y 1986.